# میخایلو برزووی
میخایلو برزووی (انگلیسی: Mykhaylo Berezovyi؛ زادهٔ ۱ ژانویهٔ ۱۹۹۴) بازیکن فوتبال است.
از باشگاه‌هایی که در آن بازی کرده‌است می‌توان به باشگاه فوتبال تورنتو اشاره کرد.